# 𝼇
Cette page contient des caractères spéciaux ou non latins. S’ils s’affichent mal (▯, ?, etc.), consultez la page d’aide Unicode.
𝼇 (uniquement en minuscule), appelé eng réfléchi, est une lettre additionnelle de l’écriture latine qui est utilisée dans les extensions de alphabet phonétique international pour représenter une consonne nasale vélodorsale (en).

## Représentations informatiques
Le eng réfléchi peut être représenté avec les caractères Unicode (Latin étendu-G) suivants :
| formes    | représentations | chaînes de caractères | points de code | descriptions                         |
| --------- | --------------- | --------------------- | -------------- | ------------------------------------ |
| minuscule | 𝼇               | 𝼇                     | U+1DF07        | lettre minuscule latine eng réflechi |